# アレクサンドル・エゴロフ
アレクサンドル・イリイチ・エゴロフ（Алекса́ндр Ильи́ч Его́ров，Alexander Ilyich Yegorov、1883年10月13日 - 1939年2月23日）は、ソビエト連邦の軍人。赤軍司令官で、1930年代末におけるスターリンの大粛清の犠牲者。エゴーロフなどとも。ソ連邦元帥。

## 経歴
エゴロフはロシア中央のサマラの近くの農家に生まれた。彼は1901年にロシア帝国軍に入隊し、1905年にカザン歩兵士官学校を卒業し将校となった。1905年〜1907年、バクーの労働者のデモの鎮圧に参加。
第一次世界大戦中、彼は大佐に昇進し、5回負傷し、勲章7個、メダル2個を受賞した。1917年、彼は社会革命党に参加したが、ボリシェビキが権力を掌握した後は、彼は新政権を受け入れて赤軍の司令官となった。
ロシア内戦期、エゴロフは赤軍南方戦線の司令官となり、ウクライナにおける白衛軍の撃退に重要な役割をはたした。ポーランド・ソビエト戦争時の1920年、エゴロフは赤軍司令官の一人であった。この戦役で彼はスターリンやセミョーン・ブジョーンヌイと親密になった。
1925年から26年まで、エゴロフは軍事顧問として中国に派遣された。1927年彼は白ロシアにおける赤軍の司令官となった。1931年彼は国防人民委員代理/赤軍参謀総長に任命された。1934年彼は共産党中央委員会の委員候補になった。
1935年彼はソ連邦元帥の階級が創設された時、最初の5人中の1人として任命された。
スターリン、ブジョーンヌイとの古い繋がり故に、エゴロフは1937年の赤軍全体を吹き荒れる逮捕の波、すなわち速度を増したスターリンの粛清からは安全と見られていた。彼は1937年6月のトゥハチェフスキー裁判における判事の一人に正式に列ねていた（裁判自体が行われたかどうかは疑わしい）。しかし彼は1938年2月に逮捕され、その後処刑された。公式には1939年2月23日付とされているが、いくつかのソ連情報筋によると彼の死は1941年とされる。
彼はスターリン死後の1956年、ニキータ・フルシチョフによって名誉回復された。

## 著書
- "Разгром Деникина"（デニーキンの撃破）
- "Львов-Варшава"（リヴォフ＝ワルシャワ）

## パーソナル
赤旗勲章2個、赤旗勲章付き名誉革命武器、グルジア赤旗勲章、アゼルバイジャン赤旗勲章を受章。